# 2010年1月英國

## 1月31日
- 在貝理雅任相期間擔任國際發展大臣的商雅麗接受BBC訪問，她指內閣在2003年決定出兵伊拉克前，擔任財相的白高敦一直被貝理雅排擠，未有參與相關決策。她表示白高敦當時未曾就出兵一事表態，此外，她又批評貝理雅向伊拉克聆訊的作供內容「荒謬」。商雅麗在2003年因不滿貝理雅未得聯合國批准而出兵伊拉克，宣佈辭職。BBC （页面存档备份，存于）、泰晤士報[]
- 三個月前被索馬里海盜從遊艇綁架的英籍夫婦，至今因未能籌得700萬美元贖金而仍未獲釋，曾獲准探望他們的醫生和記者表示，兩人健康和精神情況欠佳，但外交部表示不會代為支付贖金。BBC （页面存档备份，存于）

## 1月30日
- 有最新民意調查顯示，工黨的民望從後趕上，與領先的保守黨拉近至只有8至9個百分點，分析至如果情況持續，保守黨即使勝得大選，也可能無法在國會取得絕對優勢。泰晤士報[]
- 英揆白高敦參與西敏循道中心會堂的吟詩活動，為海地大地震災民籌款，活動至今籌得6,000萬英鎊善款。BBC （页面存档备份，存于）

## 1月29日
- 前英揆貝理雅出席伊拉克聽證會，前後接受答辯共6小時，他指英美2003年出兵伊拉克令世界變得更安全，對此「沒有遺憾」。他表示即使再有一次機會，也會決定出兵。BBC （页面存档备份，存于）
- 資深外交官及公務員柯利達爵士在1月22日逝世，終年86歲，柯利達爵士曾在1978年至1984年出任英國駐華大使。泰晤士報[]

## 1月28日
- 最新數字顯示，英格蘭及威爾斯2008年每1,000名已婚人士當中有11.5人離婚，比2007年的11.8人下降百分之2.5，是連續五年下降，也是自1979年以來最低的紀錄。BBC （页面存档备份，存于）
- 全球70國外長在倫敦出席峰會討論阿富汗前途，與會的英揆白高敦表示要在2011年中前扭轉當地的混亂局面。BBC （页面存档备份，存于）

## 1月27日
- 前檢察總長高仕文勳爵出席伊拉克聆訊，承認在貝理雅決定出兵伊拉克前，一度建議政府應先取得聯合國批准，以獲得充足法律理據支持，但事後認為這種觀點太過審慎。BBC （页面存档备份，存于）、泰晤士報[]
- 英國最高法院裁定財政部無權凍結五名懷疑恐怖份子的資產，法院重申政府要先經國會批准，否則是濫用權力。BBC （页面存档备份，存于）

## 1月26日
- 政府最新數字顯示，英國2009年第四季經濟初步錄得0.1%增長，標誌著英國結束自2008年第二季以來的持續衰退局面。不過這個增長數字遠低於預期。BBC （页面存档备份，存于）、泰晤士報[]
- 有關注兒童的團體發表研究結果，指英國貧困兒童人口在2004年至2008年間上升260,000人至170萬人。團體估計經過金融海嘯之後，貧困兒童的人口會繼續上升。BBC （页面存档备份，存于）

## 1月25日
- 埃塞俄比亞航空一架波音737客機在黎巴嫩首都貝魯特起飛後五分鐘失事墜落地中海，機上90人罹難，外交部證實其中兩人是英國國民。BBC （页面存档备份，存于）、泰晤士報 （页面存档备份，存于）
- 保守黨表態建議重新引入監獄船，作為節省監獄開支的另一方法。BBC （页面存档备份，存于）

## 1月24日
- 國防大臣艾思和在接受電視訪問時無意中透露來屆大選將於5月6日舉行，這是近來第二度有閣員透露大選日子，但這個日子未得英揆白高敦親口確認。泰晤士報 （页面存档备份，存于）
- BBC委託劍橋大學研究發現，伊拉克政府使用的一批「炸彈探測儀」證實完全沒有效用。該批探測儀早前由英國一間公司以8,500萬美元售予伊拉克，用於各地檢查站，但一直被質疑無法遏止日益嚴重的汽車炸彈襲擊。負責出售探測儀的公司董事已被英國警方拘捕，但准保釋外出，而伊拉克內政部就堅稱探測儀有效。BBC （页面存档备份，存于）

## 1月23日
- 英國著名荷里活女星珍·西蒙絲昨日在美國洛杉磯因肺癌病逝，終年80歲。西蒙絲曾主演及參演多部荷里活電影，曾獲金球獎和艾美獎。BBC （页面存档备份，存于）
- 高級公務員工會批評英揆白高敦優柔寡斷，導致政府內部陷入失靈局面，發言人揚言政府內已有部份高官已準備迎接保守黨上台。BBC （页面存档备份，存于）

## 1月22日
- 伊拉克聽證會約翰·柴考特爵士（Sir John Chilcot）表示收到英揆白高敦來函，願意在大選前出席聆訊。消息指，白高敦最快可於2月底或3月初應訊，屆時外相文禮彬等也會相繼出席答辯。在去年12月，聽證會曾以不希望將聆訊政治化為理由，安排白高敦在大選後應訊。BBC （页面存档备份，存于）
- 在野保守黨表態支持美國總統奧巴馬推出措施限制銀行從事高風險投資活動，但不會照抄美國的方案。BBC （页面存档备份，存于）

## 1月21日
- 在蒂姆·伯納斯-李爵士協助下，英國政府正式開放 data.gov.uk （页面存档备份，存于），讓市民大眾更簡易地從政府取得公開資料。BBC （页面存档备份，存于）、data.gov.uk （页面存档备份，存于）
- 皇位第二繼承人威廉王子繼續展開對澳洲的訪問，並到墨爾本郊區探望去年維多利亞叢林大火受災居民，與居民一起燒烤和打木球。威廉王子今日結束在澳洲的三日訪問，這是他首次代表英女皇出訪當地。BBC （页面存档备份，存于）

## 1月20日
- 白金漢郡一名男子在2008年9月3日以木球棍襲擊入屋爆竊的賊人，使對方腦部永久受損，原本在去年12月被雷丁皇室法庭裁定蓄意嚴重傷害他人身體罪名成立，入獄兩年半，但在今天在上訴法院獲首席法官減刑，判緩刑兩年，無須入獄。至於有份襲擊賊人的事主胞弟，由原本入獄三年零三個月減至兩年。案情指事主兄弟二人使用的木球棍被打斷三折。BBC （页面存档备份，存于）
- 政府最新數字顯示，英國9月至11月的失業率維持在百分之7.8，好於預期。但有專家警告，失業率沒有再進一步上升，是因為更多僱主選擇招聘兼職僱員，薪金比全職僱員低。就業及退休保障大臣顧綺慧則表示失業率有機會在未來數月回升。BBC （页面存档备份，存于）、法新社

## 1月19日
- 吉百利董事局宣佈接受美國卡夫以115億英鎊提出收購，工會期望卡夫接手後不會裁員。吉百利1824年始創於伯明翰，是英國老牌巧克力生產商，卡夫表示收購完成後會繼續對吉百利品牌予以重視。BBC （页面存档备份，存于）
- 前國防大臣禤智輝出席伊拉克聽證會，他表示，獲得國會議員支持以前，內閣一直未能就是否出兵下決定。BBC （页面存档备份，存于）

## 1月18日
- 伊拉克聽證會公佈前首相貝理雅將於1月29日出席聆訊，屆時須進行前後六小時的答辯。BBC （页面存档备份，存于）
- 英國航空勞資雙方談判再度破裂，勞方最快會在本周內舉行投票，決定是否罷工。英航工會在去年12月原本大比數通過聖誕節前後發動12日大罷工，但高等法院批評有前僱員參與投票，裁定禁制執行投票結果。如果今次罷工獲通過，英航最快在3月舉行罷工，但有英航僱員指責工會，指上次投票時不知道罷工會持續12日。BBC （页面存档备份，存于）
- 保守黨建議仿傚芬蘭、新加坡和南韓等國，對教育界實施精英制，當中包括只向優質大學的一級和二級甲等榮譽畢業生提供貸款報讀教師文憑，另外又容許學校向表現傑出的教師發放花紅。BBC （页面存档备份，存于）
- 消息指香港富商劉鑾雄以3,300萬英鎊天價，購入倫敦市中心高尚住宅區伊頓廣場的一座六層高豪宅。泰晤士報[]

## 1月17日
- 保守黨建議對已婚夫婦提供稅務優惠，但被工黨和自由民主黨批評為不公平，而保守黨則指建議是支持家庭的重要一環。BBC （页面存档备份，存于）
- 英國派往海地的71人搜救隊繼續在大地震後搜索失蹤者，當中包括搜索的英國國民。BBC （页面存档备份，存于）

## 1月16日
- 有輿論批評氣象廳在去年的季度天氣預測未能準確預測早前的全國性暴風雪，建議氣象廳停止季度預測，以保聲譽。另外亦有意見認為氣象廳應改善預測天氣的準繩度。BBC （页面存档备份，存于）
- 英揆白高敦發表競選演說，強調工黨是中產階級的政黨，並承諾政府會保障中產就業，創造職位的數量將是歷來之冠。他反指保守黨的削減公共開支方案對中產特別不利。而較早時保守黨則抨擊白高敦在挑動階級鬥爭。BBC （页面存档备份，存于）

## 1月15日
- 海地大地震後，有英國慈善團體發起網上募捐，在首36小時內籌得200萬英鎊捐款，以協助海地災民。BBC （页面存档备份，存于）
- 在野保守黨表示一旦勝出來屆大選上台執政，會立即削減公共開支，但工黨和自由民主黨警告這樣有可能拖垮經濟復甦步伐。BBC （页面存档备份，存于）

## 1月14日
- 國會司法委員會發表報告，反對政府增建監獄的計劃，並建議囚犯數目應該比現時減少三分之一，以便資源投放推行更多以社區為本的刑罰。現時英格蘭和威爾斯的囚犯總數逾82,000人，比2009年夏季的歷史高位稍為減少2,000人。BBC （页面存档备份，存于）
- 英國各地持續下雪，氣象局警告部份路面結冰濕滑，呼籲行人和駕駛者加倍留神。英格蘭、威爾斯和北愛爾蘭大部份學校如常舉行會考和高考，但部份學校只開放予應屆考生，其他學生仍然停課。氣象局預計英格蘭和威爾斯周末廣泛地區會有暴雨，氣溫會輕微回升，但到下周一氣溫會再度急降。BBC （页面存档备份，存于）

## 1月13日
- 新一輪暴雪吹襲英格蘭及威爾斯廣泛地區，多所學校和部份機場繼續關閉，各地現時缺乏溶解道路必需的鹽，部份主要幹道面臨封閉。BBC （页面存档备份，存于）
- 自由民主黨以公眾應有知情權為理由，呼籲英揆白高敦在來屆大選前出席伊拉克聽證會，但白高敦指他何時出席，由聽證會決定。而聽證會主席約翰·柴考特爵士（Sir John Chilcot）早前表示，如果白高敦在選前出席聽證會，擔心會遭輿論炒作，因此安排他和其他內閣要員在夏季才出席聽證會。BBC （页面存档备份，存于）

## 1月12日
- 三名為尼日利亞石油公司工作的英籍僱員在當地哈科特港遭綁架，至今未有綁匪組織承認責任。泰晤士報[]
- 前首相貝理雅任內的幕僚阿拉斯泰爾·坎貝爾出席伊拉克聆訊，堅稱美、英當年出兵伊拉克具充分理據。BBC （页面存档备份，存于）

## 1月11日
- 英國連日暴雪有緩和跡象，英格蘭及威爾斯陸續有數百間學校復課，資歷及考試規管廳決定如常在今日開始GCSE和A-Level會考，不過部份復課的學校只開放予應屆考生，而數千所學校因天氣惡劣繼續停課，未能如期應考的考生需要在夏季補考，或者以校內成績作評核。泰晤士報[]、BBC （页面存档备份，存于）
- 工黨副黨魁夏雅雯透露政府有意修改法定退休年齡，讓退休年齡自由浮動，從而讓長者老而不休。根據現行法例，僱主辭退年滿65歲僱員時，無需支付裁員撫恤金。BBC （页面存档备份，存于）

## 1月10日
- 阿富汗赫爾曼德省發生炸彈襲擊，三人喪生，國防部證實其中一人是《每日鏡報》駐當地的記者。BBC （页面存档备份，存于）
- 英揆白高敦接受BBC訪問，形容上星期兩名前內閣閣揆企圖倒閣失敗，行為「愚蠢」，並指事件令自己更有信心繼續工作。至於被指出賣白高敦的其中一名主角前國防大臣禤智輝繼續作出攻擊，更公開政府內部文件，指責白高敦在任財政大臣期間，曾多次以私人身份，向國防部拒絕為駐阿富汗英軍添置必需的裝備。泰晤士報[]、BBC （页面存档备份，存于）

## 1月9日
- 繼前國防大臣禤智輝承認缺乏足夠支持召開黨魁選舉後，他所屬的下院阿什菲爾德選區有黨員建議對他展開不信任投票，醞釀罷免他擔當下屆大選的工黨候選人身份。BBC （页面存档备份，存于）
- 有地方議會正計劃禁止公共房屋住戶飼養具攻擊性的危險狗隻，違反規定的住戶將來有可能被勒令迫遷。泰晤士報[]

## 1月8日
- 英國各地持續暴雪，蘇格蘭北部的高地村莊錄得零下攝氏22.3度，是入冬以來最低溫。全國有數千所學校仍然停課，如果惡劣天氣在下星期持續，部份英格蘭、威爾斯及北愛爾蘭的學生將不能如期應考GCSE和A-level高考，考試機構計劃五個月後為受影響學生舉行補考。BBC （页面存档备份，存于）
- 工黨副黨魁夏雅雯去年7月泊車倒後時，與另一輛停泊的車輛發生碰撞，被控不小心駕駛。夏雅雯認罪後，被西敏市裁判署判罰350英鎊，另外駕駛牌照累積點數由6點加到9點，累積滿12點可被吊銷牌照。夏雅雯沒有到庭聽取判決，而是到唐寧街出席內閣會議，但她事後表示完全接受裁判官的判刑。泰晤士報[]、BBC （页面存档备份，存于）

## 1月7日
- 英揆白高敦發言人回應有工黨下議員要求重選黨魁一事，表示白高敦獲得全體內閣閣揆支持；司法大臣施仲宏則指黨內密謀推翻白高敦的計劃已經流產，而白高敦則形容內訌事件是「茶杯裡的風波」。BBC （页面存档备份，存于）
- 外相文禮彬在早上表態全力支持英揆白高敦帶領工黨參與大選，但有輿論批評文禮彬在昨日遲不表態，態度曖昧，質疑他對白高敦的支持並不真誠。泰晤士報 （页面存档备份，存于）

## 1月6日
- 兩名親貝理雅的前內閣閣揆——前國防大臣禤智輝及前衛生大臣賀韻芝，向工黨全體國會議員發信要求以不記名投票方式召開黨魁選舉，分析指工黨黨內陷入分裂，有派別不相信英揆白高敦可帶領工黨勝出預計在5月舉行的大選。泰晤士報 （页面存档备份，存于）
- 政府公佈計劃在2012年英女皇壽辰期間舉辦大型活動，慶祝英女皇伊利沙伯二世登基鑽禧紀念，屆時除了6月2日星期六和6月3日星期日原訂的假期外，會額外將6月5日星期二列為增補銀行假期，以及將5月尾的銀行假期調到6月4日星期一，令英女皇壽辰假期延長至四日。BBC （页面存档备份，存于）
- 英國各地仍受暴雪吹襲，尤以蘇格蘭地區、英格蘭北部和英國南部地區情況最為嚴重，各地多場學校停課、部份機場關閉，多班火車延誤，不少地方積雪嚴重，A3公路有大約1,000輛汽車受大雪所困，軍隊奉召救援。氣象局指今次暴雪持續時間是近30來最長的一次。BBC （页面存档备份，存于）

## 1月5日
- 一名18歲男子被控去年4月25日在寓所內向17歲女友淋電油，然後再引火將對方燒死，今被蘇格蘭高等法院裁定罪成，判處終身監禁，並且要服刑至少21年。BBC （页面存档备份，存于）
- 威爾斯北部、英格蘭北部和蘇格蘭連場大雪，各地交通癱瘓，多間學校停課，蘇格蘭部份地區錄得零下攝氏15度氣溫，氣象廳警告精況會持續。BBC （页面存档备份，存于）、BBC （页面存档备份，存于）

## 1月4日
- 保守黨黨魁甘民樂公佈首部份政綱，以改革公立醫院為主題，為大選作準備。BBC （页面存档备份，存于）
- 國防部證實一名駐阿富汗英軍1月3日在赫爾曼德省巡邏時遇炸彈伏擊陣亡。BBC （页面存档备份，存于）

## 1月3日
- 英揆白高敦接受訪問表示會儘早在各機場安裝全身人體掃瞄安檢儀，加強出入境保安。BBC （页面存档备份，存于）
- 英揆白高敦表示工黨會在本年的大選「分寸必爭」，尋求連任。BBC （页面存档备份，存于）

## 1月2日
- 一艘掛有英國國旗的貨櫃船在索馬里對開海域被海盜騎劫，貨櫃船上共有25名船員。BBC （页面存档备份，存于）
- 前首相馬卓安爵士批評貝理雅在2003年出兵伊拉克的理據不足，他表示自己當初支持出兵是因為相信貝理雅的說話。BBC （页面存档备份，存于）

## 1月1日
- 超過200,000名市名齊集倫敦泰晤士河河畔慶祝2010年來臨，大笨鐘在子夜時份響起鐘聲，而倫敦眼則有煙花表演。泰晤士報[]
- 英揆白高敦下令全國機場檢討現行保安安排，防範本土出現美國恐怖份子企圖炸毀客機的事件。BBC （页面存档备份，存于）

| 依月份排列新聞動態 |
| \| - 2014年英國：1月 - 2月 - 3月 - 4月 - 5月 - 6月 - 7月 - 8月 - 9月 - 10月 - 11月 - 12月 - 2013年英國：1月 - 2月 - 3月 - 4月 - 5月 - 6月 - 7月 - 8月 - 9月 - 10月 - 11月 - 12月 - 2012年英國：1月 - 2月 - 3月 - 4月 - 5月 - 6月 - 7月 - 8月 - 9月 - 10月 - 11月 - 12月 - 2011年英國：1月 - 2月 - 3月 - 4月 - 5月 - 6月 - 7月 - 8月 - 9月 - 10月 - 11月 - 12月 - 2010年英國：1月 - 2月 - 3月 - 4月 - 5月 - 6月 - 7月 - 8月 - 9月 - 10月 - 11月 - 12月 - 2009年英國：1月 - 2月 - 3月 - 4月 - 5月 - 6月 - 7月 - 8月 - 9月 - 10月 - 11月 - 12月 - 2008年英國：1月 - 2月 - 3月 - 4月 - 5月 - 6月 - 7月 - 8月 - 9月 - 10月 - 11月 - 12月 檢閱 \| |
| - 2014年英國：1月 - 2月 - 3月 - 4月 - 5月 - 6月 - 7月 - 8月 - 9月 - 10月 - 11月 - 12月 - 2013年英國：1月 - 2月 - 3月 - 4月 - 5月 - 6月 - 7月 - 8月 - 9月 - 10月 - 11月 - 12月 - 2012年英國：1月 - 2月 - 3月 - 4月 - 5月 - 6月 - 7月 - 8月 - 9月 - 10月 - 11月 - 12月 - 2011年英國：1月 - 2月 - 3月 - 4月 - 5月 - 6月 - 7月 - 8月 - 9月 - 10月 - 11月 - 12月 - 2010年英國：1月 - 2月 - 3月 - 4月 - 5月 - 6月 - 7月 - 8月 - 9月 - 10月 - 11月 - 12月 - 2009年英國：1月 - 2月 - 3月 - 4月 - 5月 - 6月 - 7月 - 8月 - 9月 - 10月 - 11月 - 12月 - 2008年英國：1月 - 2月 - 3月 - 4月 - 5月 - 6月 - 7月 - 8月 - 9月 - 10月 - 11月 - 12月 檢閱       |